# 石浦海戰

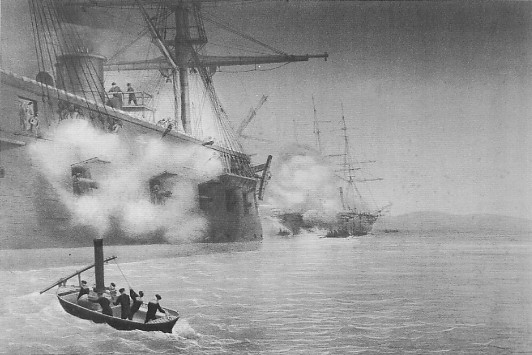
法軍以杆雷攻擊南洋水師馭遠號。

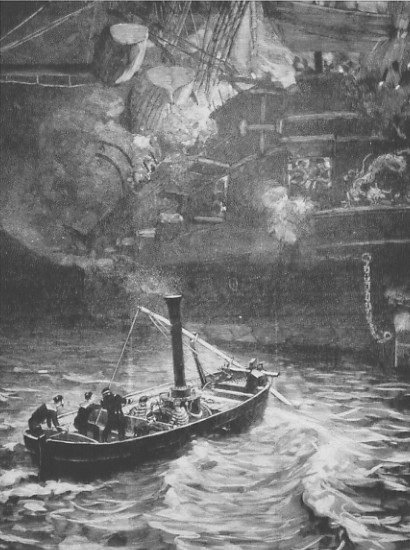
法軍以杆雷攻擊馭遠號

石浦海戰，又稱石浦沈船事件，是法國海軍在中法戰爭中的一場戰役。這場戰役發生在1885年2月14日晚上，地點在中國浙江省寧波市外海的石浦灣。

## 背景
这场戰役的起源於大清南洋水師的一部分企图解除法国对台湾的封锁。1885年1月18日，南琛艦、南瑞艦、开济艦离开上海，同时由驭远护卫舰和澄庆护卫舰陪同，準備航向臺灣。

## 經過

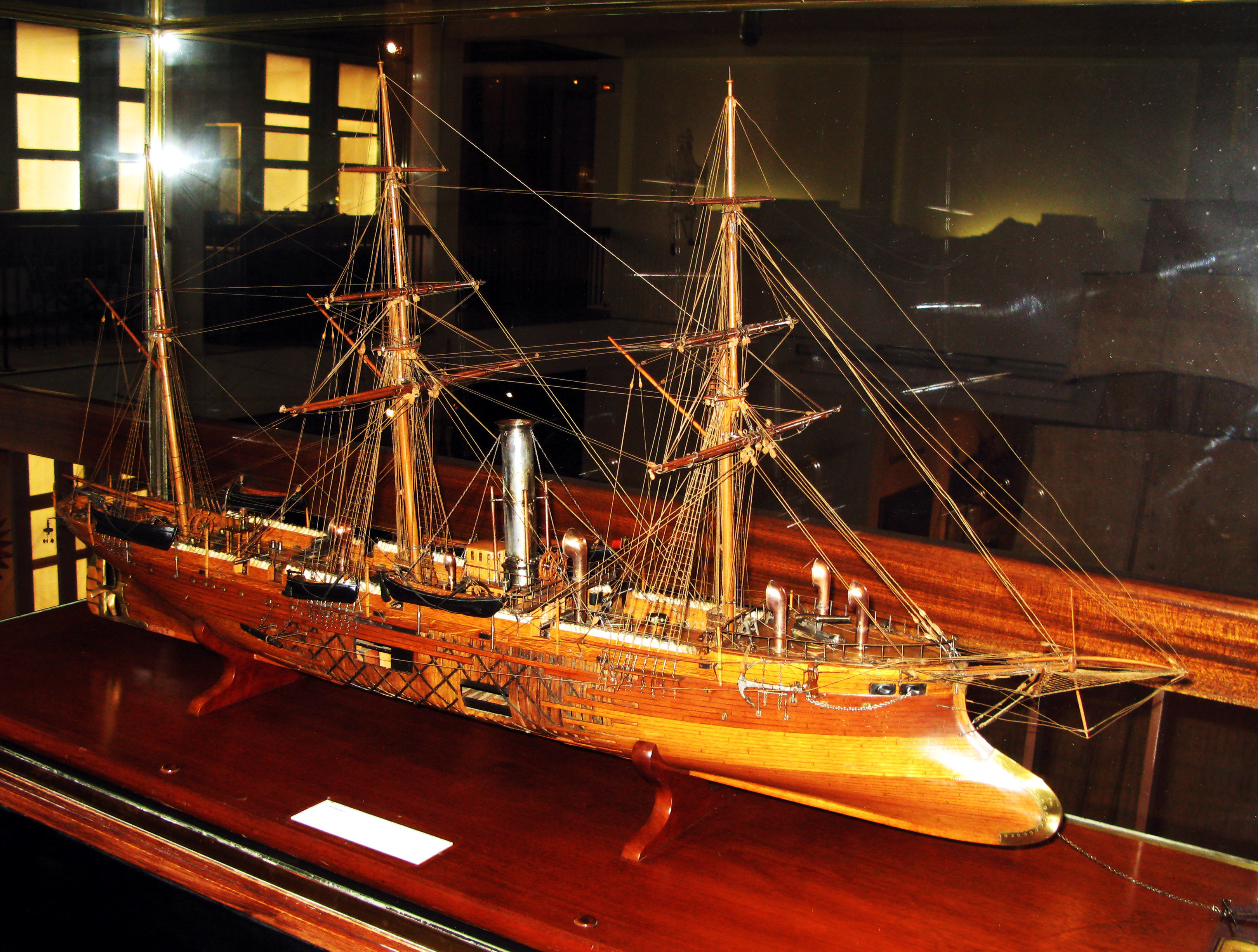
Éclaireur號模型

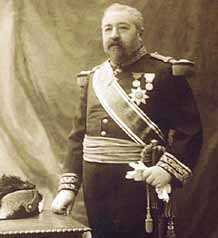
帕爾馬·古爾登相片

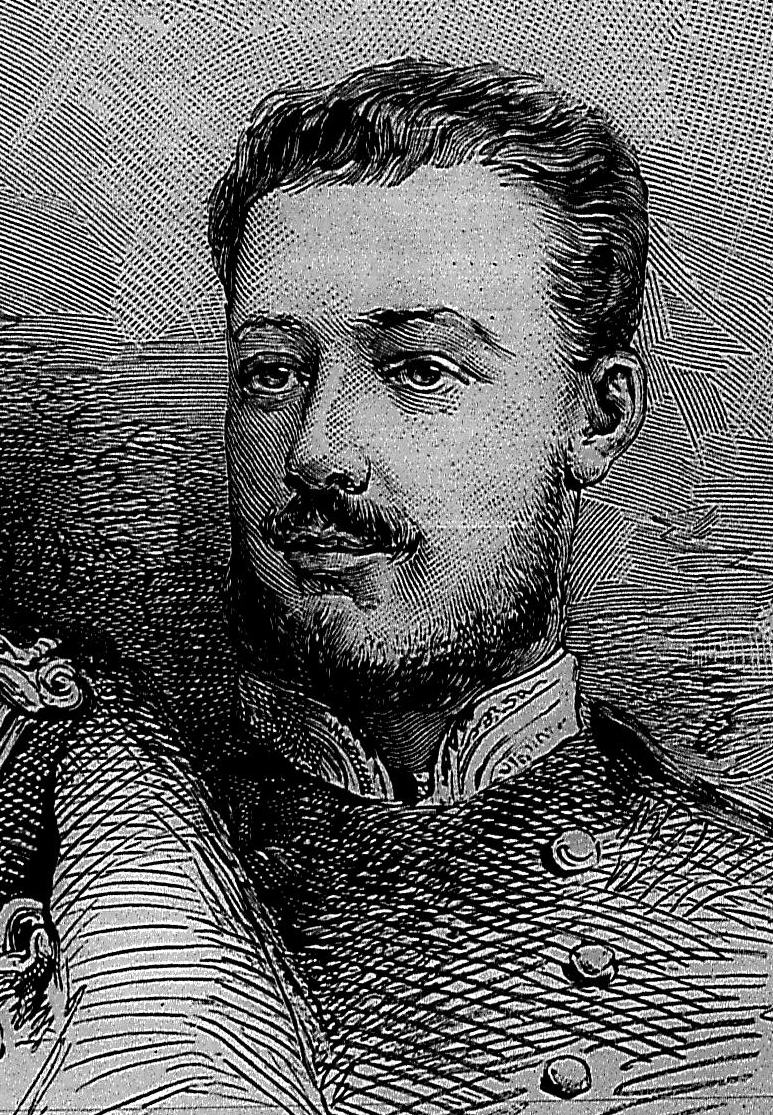
杜博克畫像

这支由5艘南洋水师军舰组成的舰队于1885年1月18日离开上海向南行进。期间，吴安康于2月1日以燃煤用尽为由进入石浦港进行补给。孤拔率领的法军舰队则于2月7日开始主动出击北上搜索前来的中国舰队。2月13日清晨，法国舰队在檀头山附近发现了正要返回上海的南洋水师的五舰编队。彼时中国舰队正以V字形编队行进，航速较慢的“驭远”号和“澄庆”号两舰在编队最后。于是孤拔下令向中方发起进攻。航速较快的“开济”号、“南琛”号以及“南瑞”号借着大雾迅速避开了法军舰队，而“驭远”号和“澄庆”号则退避回石浦港。
“驭远”号和“澄庆”号两舰经三门湾进入石浦港湾内，法国舰只由于不熟悉水道而没有进入港湾内，仅仅是分三路封堵出口。1885年2月14日，孤拔派角蝰號(Aspic)炮艦和偵察號(Éclaireur)偵巡艦入三門灣偵察，確定「驭远」号和「澄庆」号在石浦港媽祖宮前泊位。2月15日凌晨，法军旗舰“巴雅”号舰载兩艘杆雷汽艇分別由副長帕爾馬·古爾登中校和水雷官埃米爾·杜博克率領出擊，進行過偵察的拉威爾中尉負責引水，成功地隐藏在三門湾内各种大小的渔船之中。法軍兩艘杆雷艇在偷襲前被清軍發現，馭遠號與岸上一起開火。凌晨三點半，古爾登的杆雷艇以杆雷擊中馭遠號艦尾右側，但杆卡在馭遠號上，不得不棄杆，艇上一名法国水手被击中落水而亡。杜博克的杆雷艇再度以杆雷擊中馭遠號右舷，兩艇在清軍砲火下一起撤退。澄慶號被岸上砲火誤擊而沈沒。
兩江總督曾國荃奉旨調查，回奏稱兩艦均被法軍以魚雷擊中，清軍為避免延燒到艦上火藥爆炸或被法軍捕獲而自行擊沉。當時在馭遠號上的外國顧問劉易斯·查爾斯·阿靈頓在《青龙过眼》中表示，如果當時清軍致力於擊退杆雷艇，不至於被擊沈。

## 引文
1. ↑  刘传标 2011，第153頁
2. ↑  陈悦 2018，第280頁
3. ↑  刘传标 2011，第153-154頁
4. 1 2 3  刘传标 2011，第154頁
5. ↑  陈悦 2018，第280-281頁
6. ↑  Wright 2000，第64頁.
7. ↑  《石浦镇志》编纂委员会 2017，第984-985頁
8. ↑  孤拔戰報 1885，第36頁
9. ↑  紀榮松 2002，第11頁
10. ↑  孤拔戰報 1885，第36-37頁
11. ↑  紀榮松 2010，第32-33頁
12. ↑  Wright 2000，第65頁.
13. 1 2  孤拔戰報 1885，第37頁
14. ↑  《石浦镇志》编纂委员会 2017，第985頁
15. ↑  曾國荃 2008，第203-204頁
16. ↑  Arlington 1931，第42頁

## 外部
- Émile Duboc（法语：Émile Duboc）. L'affaire de Sheï-Poo （页面存档备份，存于）. OCLC 767310370
- Battle of Shipu, Sino-French War

29°11′06″N 121°54′50″E / 29.18500°N 121.91389°E